# Endarrere
"Endarrere" (títol original en anglès "Back There") és el tretzè episodi de la segona temporada, i el 49è total de la sèrie de televisió d'antologia La Dimensió Desconeguda. Es va emetre originalment el 13 de gener de 1961 a CBS. Ha estat doblat al català i emès per TV3.Va ser escrit pel creador de la sèrie Rod Serling i va ser dirigit per David Orrick McDearmon. Implica viatges en el temps, i és protagonitzat per Russell Johnson, que havia aparegut a un altre episodi de viatges en el temps la temporada anterior.

## Narració d'obertura
| « | Testimoni un argument teòric, Washington, D.C., el present. Quatre homes intel·ligents que parlen d'una cosa improbable com tornar enrere en el temps. Un debat amistós que gira al voltant d'una qüestió senzilla: podria un ésser humà canviar el que ha passat abans? Interessant i teòric, perquè qui ha sentit parlar d'un home que es remunta en el temps? Abans d'aquesta nit, és a dir, perquè això és: La Dimensió Desconeguda. | » |

## Trama
El 14 d'abril de 1961, el jove enginyer Peter Corrigan participa en una discussió amb els seus companys del Club Potomac d'elit sobre la qüestió dels viatges en el temps. Després de topar amb William, un assistent familiar, a la sortida, en Peter se sent desmai. Confós pels làmpades de gas i els carruatges de cavalls al carrer, s'adona que porta roba d'un estil molt més antic i marxa cap a casa. Troba que la seva casa és ara una pensió. En discussió amb els desconeguts que hi coneix, descobreix que ha estat transportat en el temps fins al 14 d'abril de 1865, data de l'assassinat d'Abraham Lincoln per John Wilkes Booth.
Corrigan corre al Ford's Theatre per advertir a tothom, però és arrestat per pertorbació de la pau. Només un oficial creu en Corrigan, però és anul·lat pel seu superior. Després d'haver estat retingut a la comissaria poc temps, arriba un home que afirma que és un metge expert en malaltia mental. Es presenta com Jonathan Wellington i convenç a la policia que alliberi Corrigan sota la seva custòdia. Wellington després droga Corrigan, abans de marxar i tancar la porta amb clau. Wellington és identificat més tard per la patrona com John Wilkes Booth, la qual cosa es confirma amb un mocador que va deixar enrere amb les inicials JWB; mentrestant fora s'escampa la notícia que el president acaba de ser assassinat.
Corrigan colpeja el puny a l'ampit d'una finestra enfadat perquè ningú no l'escoltava i descobreix que és de tornada l'any 1961 al Potomac Club. Sembla el mateix, però ja no hi ha cap assistent anomenat William. De tornada a la taula amb els seus col·legues, descobreix que la discussió acadèmica ha passat del viatge en el temps als diners, i William també està a la taula participant. William diu que els seus diners van ser heretats del seu besavi, un policia que s'havia fet un nom predicant l'assassinat de Lincoln, convertint-se en cap de policia, després en conseller, i finalment es va convertir en un milionari a través d’immobles. La incredulitat de Corrigan es veu amplificada encara més pel mocador "JWB" que s'havia posat a la butxaca. De fet, havia canviat el passat, però no de la manera que pretenia.

## Narració de cloenda
| « | Sr. Peter Corrigan, recentment tornat d'un lloc 'allà enrere', un viatge en el temps amb resultats molt qüestionables, demostrant d'una banda que els fils de la història es teixeixen fort i que la madeixa dels esdeveniments no es pot desfer, però de l'altra, hi ha petits fragments de tapís que es poden alterar. La tesi d'aquesta nit es realitzarà, com ho faràs, a La Dimensió Desconeguda. | » |

## Repartiment
- Russell Johnson as Peter Corrigan
- Paul Hartman com a sergent de policia
- John Lasell com a Jonathan Wellington
- Bartlett Robinson com a William
- Nora Marlowe com a cambrera
- Raymond Bailey as Millard
- Raymond Greenleaf com a Jackson